# 大串和雄
大串 和雄（おおぐし かずお、1957年 - ）は、日本の政治学者。東京大学大学院法学政治学研究科教授。専門は、政治学、ラテンアメリカ現代政治研究。特にラテンアメリカにおける軍部、左翼思想など。

## 来歴
東京都立青山高等学校、東京大学法学部卒業。同大学大学院博士課程修了。1990年法学博士。論文の題は「ペルーにおける軍と革命 -1968-76年の軍事政権を中心として- 」。山形大学人文学部講師・助教授、国際基督教大学教養学部准教授・教授を経て、1999年より現職。
私生活では元看護士のペルー人の妻と二人の娘がいる。

## 社会的活動・学会活動
- 日本政治学会常務理事（2004年 - 2006年）
- 日本政治学会理事（2006年 - ）
- 日本比較政治学会理事（1999年 - 2000年、2002年 - 2006年）
- 日本比較政治学会常務理事（2006年 - ）
- 日本平和学会理事（1999年 - 2001年）
- 日本ラテンアメリカ学会理事（2000年 - 2004年）
- 川崎市平和館運営委員会副会長（2002年 - 2006年）
- 川崎市平和館運営委員会会長（2006年 - ）

## 受賞
- 大平正芳記念賞（1994年）（『軍と革命―ペルー軍事政権の研究』）

## 著書

### 単著
- 『軍と革命――ペルー軍事政権の研究』（東京大学出版会, 1993年）
- 『ラテンアメリカの新しい風――社会運動と左翼思想』（同文舘出版, 1995年）

### 共編著
- （坂本義和）『地球民主主義の条件――下からの民主化をめざして』（同文舘出版, 1991年）
- （城山英明）『政治空間の変容と政策革新（1）政策革新の理論』（東京大学出版会, 2008年）

### 論文
- 「軍政下における軍内の政治力学――ペルーの『軍革命政府』の事例（1968-1976年）」『國家學會雑誌』97巻1・2号（1984年）
- 「ラテンアメリカ左翼知識人における新しい民主主義論の潮流」『平和研究』12号（1987年）
- 「ラテンアメリカにおける社会運動の展開――ブラジル、チリ、ペルーを中心にして」『山形大学紀要（社会科学）』21巻2号（1991年）
- 「ペルー軍の社会学的素描に関する覚書――『ペルー革命』研究の手がかりとして」『山形大学紀要（社会科学）』22巻1号（1991年）
- 「ラテンアメリカの新しい社会運動――研究の概観と評価」『アジア経済』32巻4号（1991年）
- 「南米軍部の国家安全保障ドクトリンと『新専門職業主義』」『国際政治』第98号（1991年）
- 「ラテンアメリカ左翼思想の新展開――チリ、ブラジル、ペルーでのインタビューから」『アジア経済』34巻8号（1993年）
- 「ラテンアメリカの左翼思想変容の第2段階――チリ、ブラジル、ペルーを中心にして」『アジア経済』35巻12号（1994年）
- "Las relaciones civico-militares y el futuro de la democracia en America Latina," en Relaciones civico-militares y democracia en America Latina en los anos 90 (Simposio internacional organizado por Sociedad Latino-Americana, 28 de enero, 1994 en Tokio). Tokio: Sociedad Latino-Americana, 30 Sept. 1994, pp. 37-54, con un comentario, p. 68.
- 「罰するべきか許すべきか――過去の人権侵害に向き合うラテンアメリカ諸国のジレンマ」『社会科学ジャーナル』第40号（1999年）
- 「世紀転換点のラテンアメリカ政治」清水透編『南から見た世界（5）ラテンアメリカ 統合圧力と拡散のエネルギー』（大月書店、1999年）
- 「ペルーの民主主義と有権者の責任」『ラテンアメリカ・レポート』18巻1号（2001年）
- 「イベロアメリカの自由民主主義、社会民主主義、キリスト教民主主義」日本政治学会編『三つのデモクラシー――自由民主主義・社会民主主義・キリスト教民主主義：年報政治学2001』（岩波書店、2002年）
- 「ペルー／真実と正義の忘却の間で」『アジ研ワールド・トレンド』82号（2002年）
- 「ペルーの人権NGO――その組織と活動」岩村正彦・大村敦編『融ける境　超える法 （I）個を支えるもの』（東京大学出版会、2005年）

### その他
- フジモリ氏に裁きを!日本ネットワーク編『フジモリ元大統領に裁きを　ペルーにおける虐殺の被害者に正義を』現代人文社（GENJINブックレット41）、2004年。